# Pachyneuropsis miyagii
Pachyneuropsis miyagii là một loài rêu trong họ Pottiaceae. Loài này được T. Yamag. mô tả khoa học đầu tiên năm 2006.